# Corinna Waffender
Corinna Waffender (* 16. April 1964 in Mainz) ist eine deutsche Schriftstellerin, Journalistin und Übersetzerin.

## Leben
In Mainz geboren, wuchs Corinna Waffender in einem Dorf in Rheinhessen auf. 1983 erschien ihr erstes Gedicht im Rowohlt-Panther-Lesebuch, dem mehrere Kurzgeschichten in verschiedenen Anthologien folgten. Nach einem mehrjährigen Aufenthalt in Sevilla (Spanien) schloss sie eine Ausbildung zur Übersetzerin ab und studierte Spanisch, Katalanisch und Politikwissenschaft an der Humboldt-Universität zu Berlin. Ihre Magisterarbeit schrieb sie über Großstadtliteratur: Barcelona im literarischen Werk der katalanischen Schriftstellerin Montserrat Roig. Für eine vom Deutschen Katalanistenverband geförderte Forschungsarbeit interviewte sie zeitgenössische katalanische Schriftstellerinnen.
Neben der Veröffentlichung von Romanen, Kurzgeschichten und Lyrik initiierte sie im September 2005 das Literaturprojekt Literaturkanzel Berlin, bei dem 15 Berliner Schriftstellerinnen in einer stillgelegten Verkehrskanzel am Berliner Kurfürstendamm über Berlin schrieben, darunter Inka Bach, Ulrike Draesner, Tanja Dückers, Annett Gröschner und Uljana Wolf. Im Austausch mit anderen Schriftstellern und Lyrikern sowie Fotografen und bildenden Künstlern entstanden die von Corinna Waffender herausgegebenen Anthologien Angst und Heimat im Rahmen der Zeitschriftenreihe Konkursbuch.
2008 rief Corinna Waffender die Krimireihe quer criminal ins Leben, die sie bis 2012 als Herausgeberin betreute. Darüber hinaus gründete sie wortgut, eine Initiative zur Förderung von Frauen und Mädchen im Literaturbetrieb. 2010 veranstaltete diese einen Schreibworkshop und Wettbewerb für Mädchen im Alter von 8 bis 16 Jahren in Kooperation mit LiSA e. V. und gefördert von der Eberhard-Alexander-Burgh-Stiftung.
Corinna Waffender arbeitet auch als Journalistin, Lektorin und Trainerin für Interkulturelle Kommunikation.

## Werke (Auswahl)

### Romane
- 2002 Zwischen den Zeilen. Querverlag, Berlin, ISBN 3-89656-079-4.
- 2005 Schnitt: Minutenromane. Querverlag, Berlin, ISBN 3-89656-112-X.
- 2007 Flüchtig bleiben. Querverlag, Berlin, ISBN 978-3-89656-138-1.
- 2007 Liebe hoch drei, zus. m. Regina Nössler. Konkursbuch Verlag, Tübingen, ISBN 978-3-88769-722-8.
- 2008 Laut gedacht. Querverlag, Berlin, ISBN 978-3-89656-152-7.
- 2009 Tod durch Erinnern. Querverlag, Berlin, ISBN 978-3-89656-166-4.
- 2010 Töten ist ein Kinderspiel. Querverlag, Berlin, ISBN 978-3-89656-179-4.[4]
- 2011 Sterben war gestern. Querverlag, Berlin, ISBN 978-3-89656-190-9.
- 2015 Ausgerechnet sie. Querverlag, Berlin, ISBN 978-3-89656-233-3.
- 2019 Andere Töten. Querverlag, Berlin, ISBN 978-3-89656-271-5.

### Herausgeberschaften
- 2007 Konkursbuch 46 „Angst“, zus. m. Regina Nössler. ISBN 978-3-88769-246-9
- 2010 Konkursbuch 49 „Heimat“. ISBN 978-3-88769-249-0
- 2005 Kanzlerinnen, schwindelfrei. Über Berlin. ISBN 978-3-88747-206-1

### Beiträge in Anthologien (Auswahl)
- Freiflug. In: Jutta Lieck (Hrsg.): Das Rowohlt panther Lesebuch. Rowohlt Verlag, Reinbek 1983, ISBN 3-499-15202-9.
- Ganz langsam erkunden. In: Ronald Geyer, Heinrich Schmid (Hrsg.): Komm, du Großmaul, nasch mich! Eichborn-Verlag, Berlin 1985, ISBN 3-8218-0311-8.
- Auf Wiedersehen. In: Svende Merian (Hrsg.): Nicht mit dir und nicht ohne dich. Lesebuch für schlaflose Nächte. Rowohlt Verlag, Reinbek 1989, ISBN 3-499-15283-5.
- Blut stinkt. In: Tanja Dückers, Verena Carl (Hrsg.): Stadt Land Krieg: Autoren der Gegenwart erzählen von der deutschen Vergangenheit. Aufbau-Verlag, Berlin 2004, ISBN 3-7466-2045-7.
- Wasser in Wein. In: Frank Willmann (Hrsg.): Hypochonder: 21 Texte über eingebildete Krankheiten. Mitteldeutscher Verlag, Halle 2008, ISBN 978-3-89812-568-0.
- Alles, was ich will und Mann, o, Mann. In: Antje Wagner (Hrsg.): Unicorns don’t swim. Erzählungen. Aviva-Verlag, Berlin 2016, ISBN 978-3-932338-82-3.

## Auszeichnungen
- 2000 Preisträgerin Rheinsberger Autorinnenforum[5]
- 2005 Finalistin Alfred-Döblin-Preis (Literarisches Colloquium Berlin)
- 2007 Longlist (Co-Autorin) Astrid-Lindgren-Preis
- 2009 Longlist Santa-Claus-Preis
- 2010 Nominierung Mannheimer Feuergriffel[6]